# کنگر فرنگی

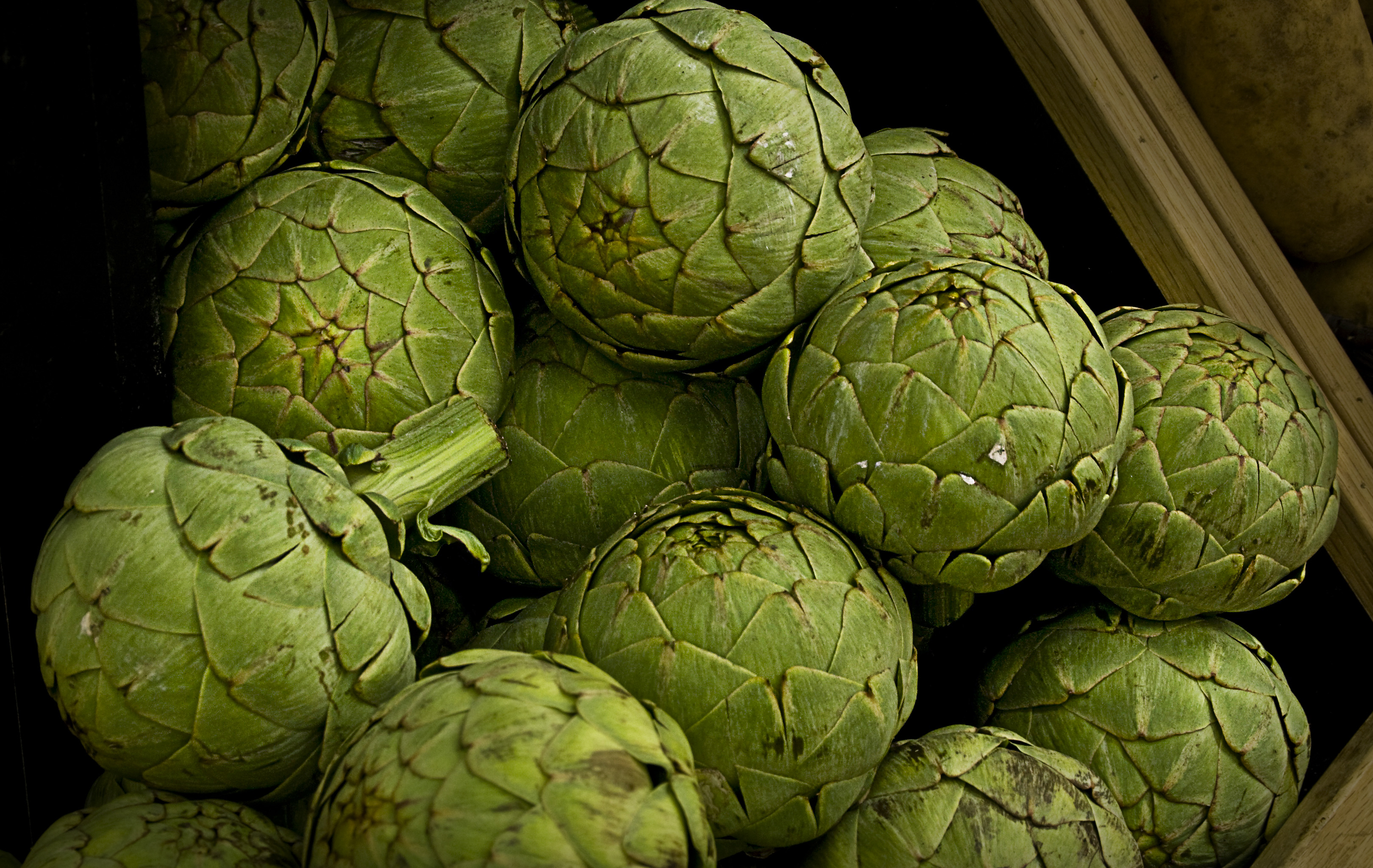

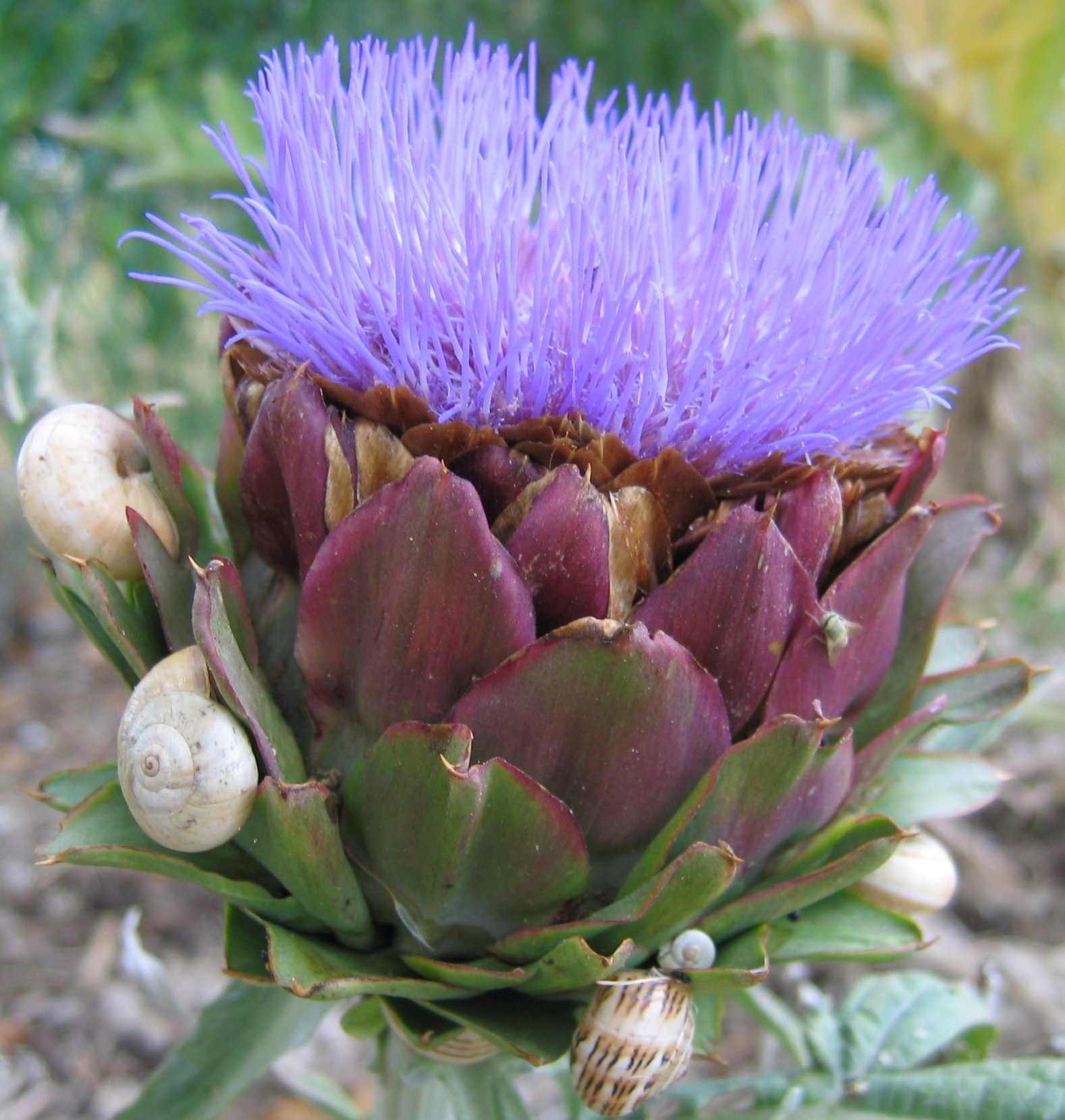

کَنگَر فرنگی یا اَنگَنار (نام علمی:  Cynara scolymus) که در منابع طب سنتی ایرانی ارده شاهی نامیده می‌شود، نوعی گیاه یکساله و بومی جنوب اروپا و کنارهٔ مدیترانه است. غنچهٔ این گیاه خوراکی است و بیشتر به صورت آب‌پز پخته می‌شود.
کنگر فرنگی گیاهی از تیرهٔ کاسنیان و بومی نواحی مدیترانه‌ای است که از دیرباز در آشپزی، طب سنتی و فرهنگ عامه نقش داشته است. آنچه با عنوان کنگر فرنگی در بازار عرضه می‌شود در حقیقت غنچهٔ بازنشدهٔ گل گیاه است که به‌ویژه «قلب» آن و برگه‌های گوشتی بیرونی‌اش قابل خوردن‌اند. کنگر فرنگی یا انگنار گیاهی است علفی که در ایران نیز پرورش داده می‌شود و در طب جدید عصارهٔ آن به صورت آمپول یا قطره به نام کوفیتول تجویز می‌شود.
این گیاه چندساله، در مناطق گرم و نیمه‌خشک رشد می‌کند و به ارتفاعی بین یک تا دو متر می‌رسد. دورهٔ گل‌دهی آن در بهار و اوایل تابستان است و برای رشد مطلوب به آب‌وهوای مدیترانه‌ای نیاز دارد، هرچند تا حدی در برابر خشکی نیز مقاوم است. بخش خوراکی کنگر فرنگی، کالری اندکی دارد و سرشار از فیبر، ویتامین ث، فولات، پتاسیم و آنتی‌اکسیدان است. ترکیب فعالی به‌نام سینارین در آن وجود دارد که موجب تحریک ترشح صفرا و کمک به عملکرد کبد می‌شود و در نتیجه در هضم چربی‌ها مؤثر است.
کنگر فرنگی در طب سنتی برای درمان سوءهاضمه، نفخ، یرقان و ناراحتی‌های کبدی به کار رفته و امروزه نیز مطالعات اولیه‌ای دربارهٔ تأثیر احتمالی آن در کاهش کلسترول و پیشگیری از دیابت نوع ۲ انجام شده است. مصرف آن به‌صورت بخارپز و جداکردن لایه‌به‌لایهٔ برگه‌ها با سس، یا تهیه خوراک و پوره از قلب آن رایج است. همچنین کنگر خوابانده‌شده در سرکه یا آب‌نمک در سالادها مصرف می‌شود و برگ‌های خشک آن نیز در تهیهٔ دمنوش‌های گیاهی برای پاک‌سازی کبد به‌کار می‌رود.
در صنعت لبنیات سنتی، کنگر فرنگی نقش ویژه‌ای دارد. آنزیمی به‌نام کاردوزین که در گل آن وجود دارد، جایگزین مایهٔ پنیر حیوانی می‌شود و در لخته‌کردن شیر مؤثر است. این آنزیم برای تهیهٔ پنیرهای گیاهی به‌کار می‌رود و در تولید پنیرهایی چون «پنیر سرا دا استرلا» در پرتغال استفاده می‌شود.
با این حال، مصرف کنگر فرنگی در برخی افراد می‌تواند حساسیت‌زا باشد، به‌ویژه برای کسانی که به گیاهان خانوادهٔ کاسنی حساسیت دارند. همچنین افرادی که از انسداد مجاری صفراوی یا اختلالات صفرا رنج می‌برند، باید در مصرف آن احتیاط کنند. کنگر فرنگی علاوه بر ارزش خوراکی و دارویی، به‌واسطهٔ ساختار گل‌آذین خاص خود، جایگاه ویژه‌ای نیز در تنوع زیستی و کشاورزی سنتی مدیترانه دارد.
همچنین، در ایتالیا، این گیاه سبزیِ اصلی پیتزای کواترو استاجونی در فصل بهار است. در زبان فرانسوی به آن آرتیشو و در انگلیسی به آن آرتیچوک می‌گویند.
ترکیب شیمیایی:
اینولین، سینا روپکتین، سینارین، قندها، آنزیم‌ها، کافئیک اسید، اوژنول…

## شرایط نگهداری
نور مورد نیاز: این گیاه باید در برابر نور زیاد خورشید قرار بگیرد.
آب مورد نیاز: این گیاه باید هفته‌ای سه بار آبیاری شود.
البته آبیاری زیاد این گیاه باعث پوسیدگیِ ریشهٔ آن می‌شود.
خاک مورد نیاز: خاک این گیاه باید ترکیبی از خاک رس و شن حاصلخیز با زهکشی و مواد کافی باشد.
دمای مورد نیاز: این گیاه باید در روز در دمای ۲۰ تا ۲۴ درجهٔ سانتیگراد و در شب باید در دمای ۱۳ درجهٔ سانتیگراد نگهداری شود.

## مصارف درمانی
1. افزایش ترشح صفرا از کبد؛
2. تقویت اَعمال کبد؛
3. جلوگیری از تجمع چربی در سلول‌های کبدی؛
4. تحریک کلیه در دفع اوره و کلسترول؛
5. پایین آوردن کلسترول و تری‌گلیسیریدِ خون؛
6. درمان یرقان، قولنج کبدی، سنگ کیسهٔ صفرا، و آب آوردن شکم؛
7. درمان سنگ کلیه، قولنج کلیه، درمان ازدیاد اورهٔ خون؛
8. درمان بیماری‌های پوستیِ خارش‌دار؛
9. تب‌بُر؛
10. مؤثر در درمان رماتیسم و یبوست.

## ارزش غذایی
ارزش غذایی ۱۲۰ گرم کنگر فرنگی:
۶۴ کالری،
۱۴٫۳ گرم کربوهیدرات،
پروتئین ۳٫۵ گرم،
۰٫۴ گرم چربی،
۱۰٫۳ گرم فیبر،
۱۰٫۷ میکروگرم ویتامین B12 (27 درصد DV)،
۱۷٫۸ میکروگرم ویتامین K (22 درصد DV)،
۸٫۹ میلی‌گرم ویتامین C (15 درصد DV)،
۵۰٫۴ میلی‌گرم منیزیم (۱۳ درصد DV)،
۰٫۳ میلی‌گرم منگنز (۱۳ درصد DV)،
۳۴۳ میلی‌گرم پتاسیم (۱۰ درصد DV) ,

## روش و مقدار مصرف
۱– برگه‌های انگنار را پس از پختن به مصرف می‌رسانند.

۲– می‌توان ۳۰ تا ۱۰۰ گرم شیرهٔ تازهٔ برگ انگنار را گرفت، با مقداری شربت مطبوع مخلوط کرد و صبح و ظهر و شب هر بار پیش از هر غذا، یک‌سومِ آن را تناول کرد.

۳– می‌توان ۱۰ گرم برگ انگنار را در ۴ لیوان آب جوش دم کرد و صبح و ظهر و شب پیش از هر غذا دو استکان با کمی شکر تناول نمود.